# Hard Rock Cafe
Hard Rock Cafe (pronuncia britannica [hɑːd rɒk ˈkæfeɪ], pronuncia americana [hɑrd rɑk kəˈfeɪ]) è una catena di ristoranti tematici fondata nel 1971 a Londra. Il marchio è poi diventato celebre in tutto il mondo grazie all'ampia diffusione dei Cafe, che sono presenti in circa 191 luoghi in 59 paesi del mondo. Nel 2007 l'azienda è stata acquistata dai Seminole, tribù di nativi americani, e la sede è stata spostata a Orlando.
Tra i più illustri oggetti esposti vi sono le chitarre di Paul Stanley, David Bowie, John Lennon, George Harrison, Noel Gallagher, Elvis Presley, Jimi Hendrix, Eric Clapton, Jimmy Page, Lou Reed, Johnny Cash, Angus Young, Pete Townshend, B.B. King, i pantaloni di Jim Morrison, Freddie Mercury e Michael Jackson, abiti di scena di Elton John, Madonna, Britney Spears e Prince, più innumerevoli batterie, dischi d'oro e di platino, spartiti scritti a mano, poster, manifesti e perfino due porte, quella degli studi di Abbey Road e quella del numero 3 di Savile Row a Londra, entrambe legate ai Beatles.
Nel corso degli anni la società ha deciso di creare una propria serie di gadget e souvenir che spaziano dalle spillette ai giubbotti in pelle. Si dice che la famosa maglietta bianca con il marchio e la città dell'Hard Rock Cafe dove è stata comprata sia il souvenir più venduto al mondo, con dieci milioni di magliette vendute ogni anno.
Stelle come Elton John, Aerosmith, Chuck Berry e Sting hanno cantato nei ristoranti.

## La storia

### Le origini

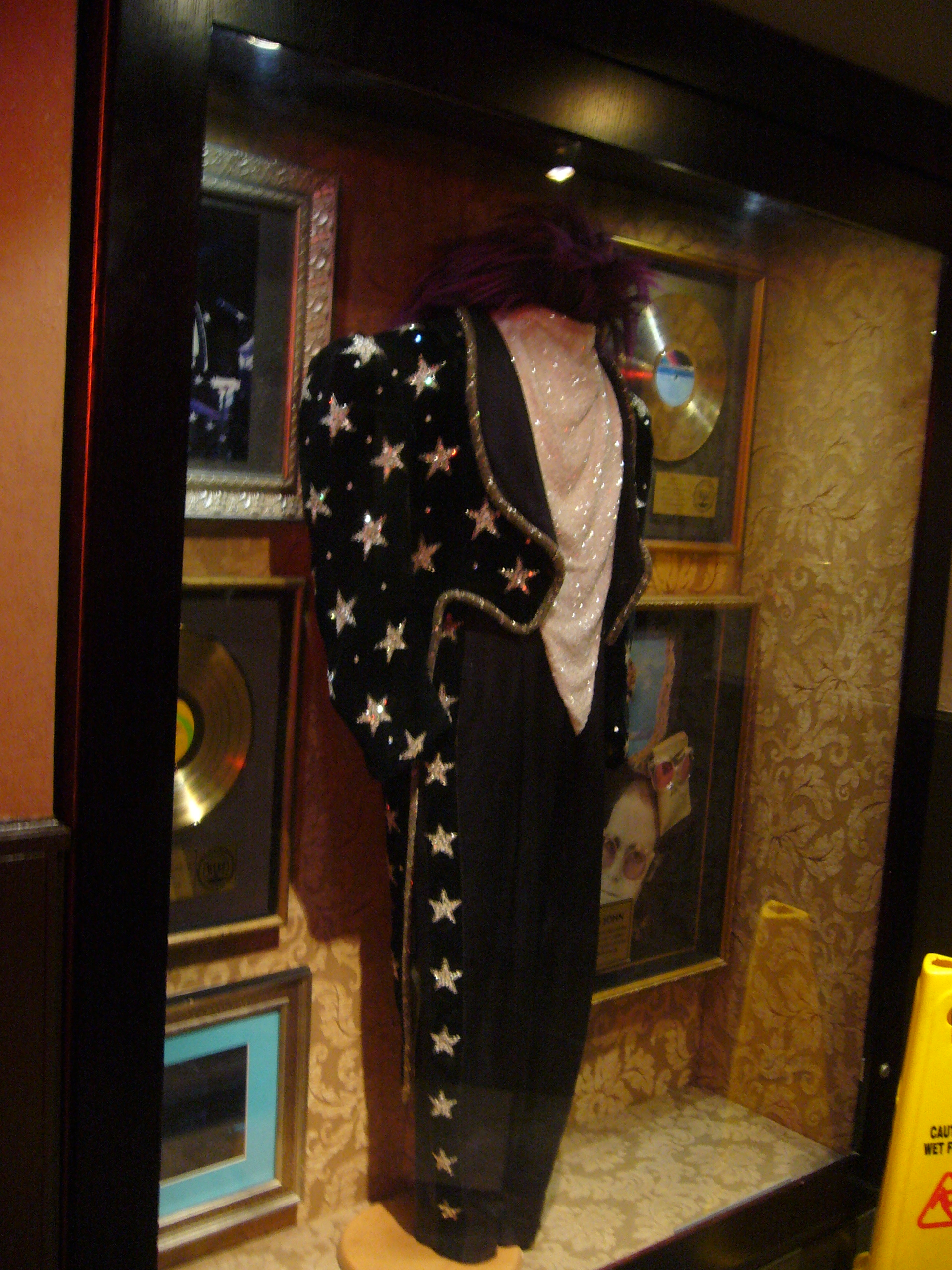
Uno dei costumi di Sir Elton John, all'Hard Rock Cafe di Londra

Peter Morton, laureato a Denver in economia amministrativa, dirigeva il Great American Disaster, un bar-ristorante di 52 posti che però era anche il primo ristorante di Londra ad essere allestito con souvenir americani. Nel 1970 Isaac Tigrett, un altro americano trasferitosi a Londra, conobbe Morton e insieme decisero di fondare un nuovo ristorante - un posto dove gli inglesi avrebbero imparato la cultura e il modo di vivere e di mangiare degli statunitensi.
Con l'aiuto finanziario da parte del padre di Tigrett, attivarono un prestito bancario di 40.000 sterline e fondarono il Don't Let Your Meatloaf Restaurant Co., cominciando a darsi da fare per renderlo caratteristico. Morton si procurava i veri hamburger americani, mentre Tigrett pensava a recuperare vecchie pubblicità di sigarette, targhe automobilistiche, oggetti del college da appendere alle pareti del nuovo ristorante. Nell'insegna scrissero, a mano, una sola parola: EATS (inglese per "mangia"). Il famoso ketchup Heinz era nel menu, così come la salsa Campbell's, ritratta nei dipinti di Andy Warhol. Elvis risuonava dal juke box in tutto il locale.

### L'inizio della fama

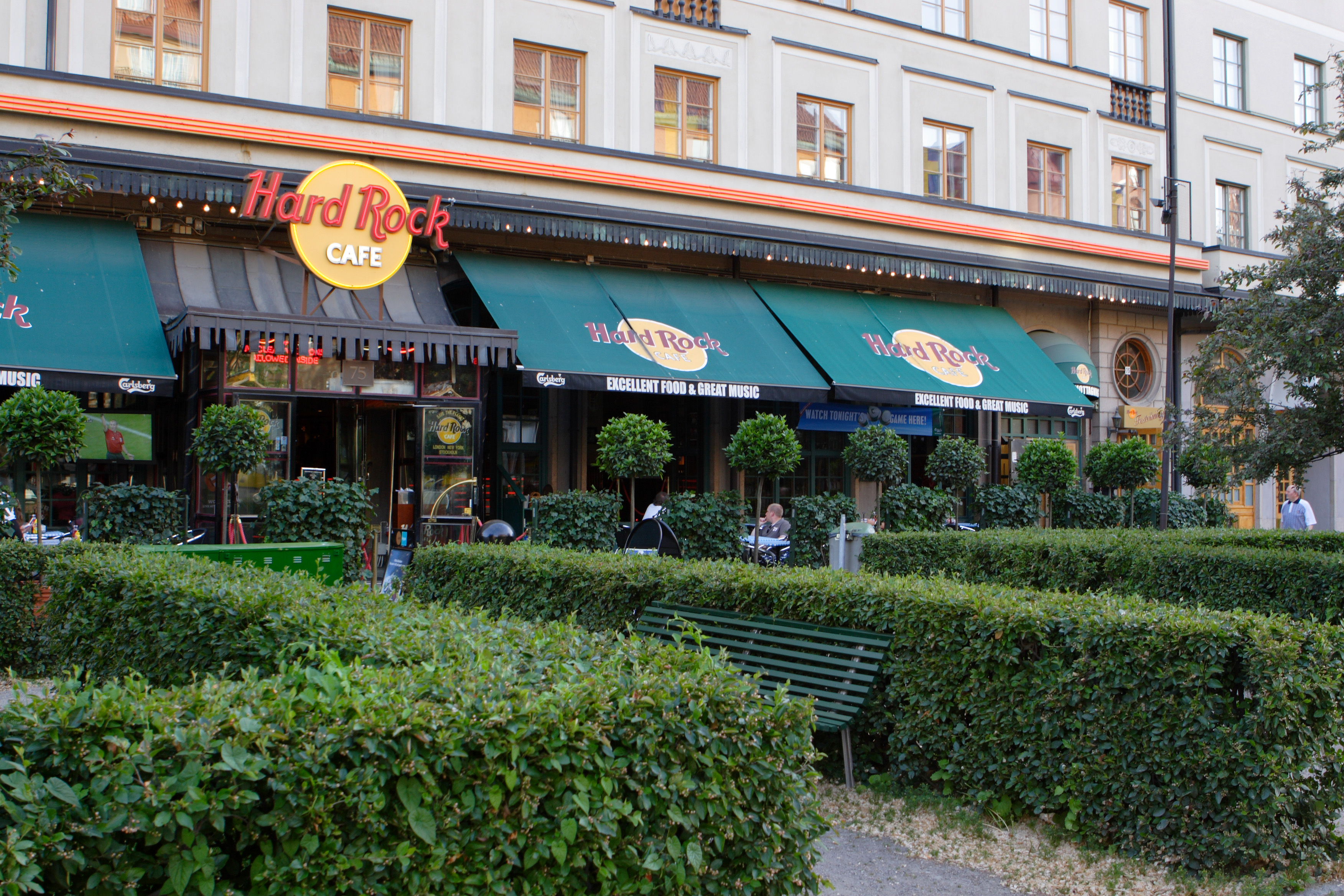
Hard Rock Cafe di Stoccolma (Svezia)

I continui litigi fra Morton e Tigrett riguardo agli allestimenti interni (Morton voleva rendere il locale più commerciale, mentre Tigrett insisteva per musica alta e illuminazione bassa) non impedirono al ristorante con 99 posti situato in Park Lane di diventare ben presto uno dei locali più frequentati dalle celebrità che passavano da Londra. Paul McCartney amava il menu vegetariano, gli Eagles suonarono là, Carole King vi mangiò e scrisse una canzone sull'Hard Rock Cafe. Lo stesso McCartney e gli Wings fecero il loro debutto qui.
Morton e Tigrett pagarono circa 2.500 dollari ad Alan Aldridge per disegnare il logo del ristorante, che era del tutto simile a quello odierno. Avevano alcune magliette con il logo sotto il bancone, e l'unico modo di averne una era fare in modo che Tigrett e Morton la regalassero. Il primo motto del ristorante fu Save the Planet, un graffito che all'epoca si trovava frequentemente sui muri della città. L'altro, Love All, Serve All fu ispirato dal guru di Tigrett, Sathya Sai Baba. È stato detto che il nuovo motto era in netta contrapposizione con il classico "ci riserviamo il diritto di rifiutare il servizio a chiunque".
Tigrett amava passeggiare nel locale e chiacchierare con i clienti, e fu così che conobbe l'ex-moglie di Ringo Starr, Maureen Starkey, che poi sarebbe diventata sua moglie.
Nel 1979 Eric Clapton regalò la sua chitarra, una Fender Lead II, a Tigrett. Lui non suonava, perciò chiese a Clapton il permesso di appenderla nel suo locale. Clapton acconsentì, e così la sua chitarra divenne il primo pezzo della più grande collezione di oggetti del rock and roll esistente. Due settimane dopo Pete Townshend mandò la sua, e Debbie Harry si tolse la maglietta, la firmò e la regalò ai fondatori. Anche questi furono appesi al muro.

### La rottura e l'espansione
Nel 1982 Morton, finanziato da persone come Steven Spielberg, Barry Diller e Peter Gruber, aprì un Hard Rock Cafe a Los Angeles per 1,25 milioni di dollari. Una Cadillac verde acqua del 1959 sbucava dal tetto del ristorante.

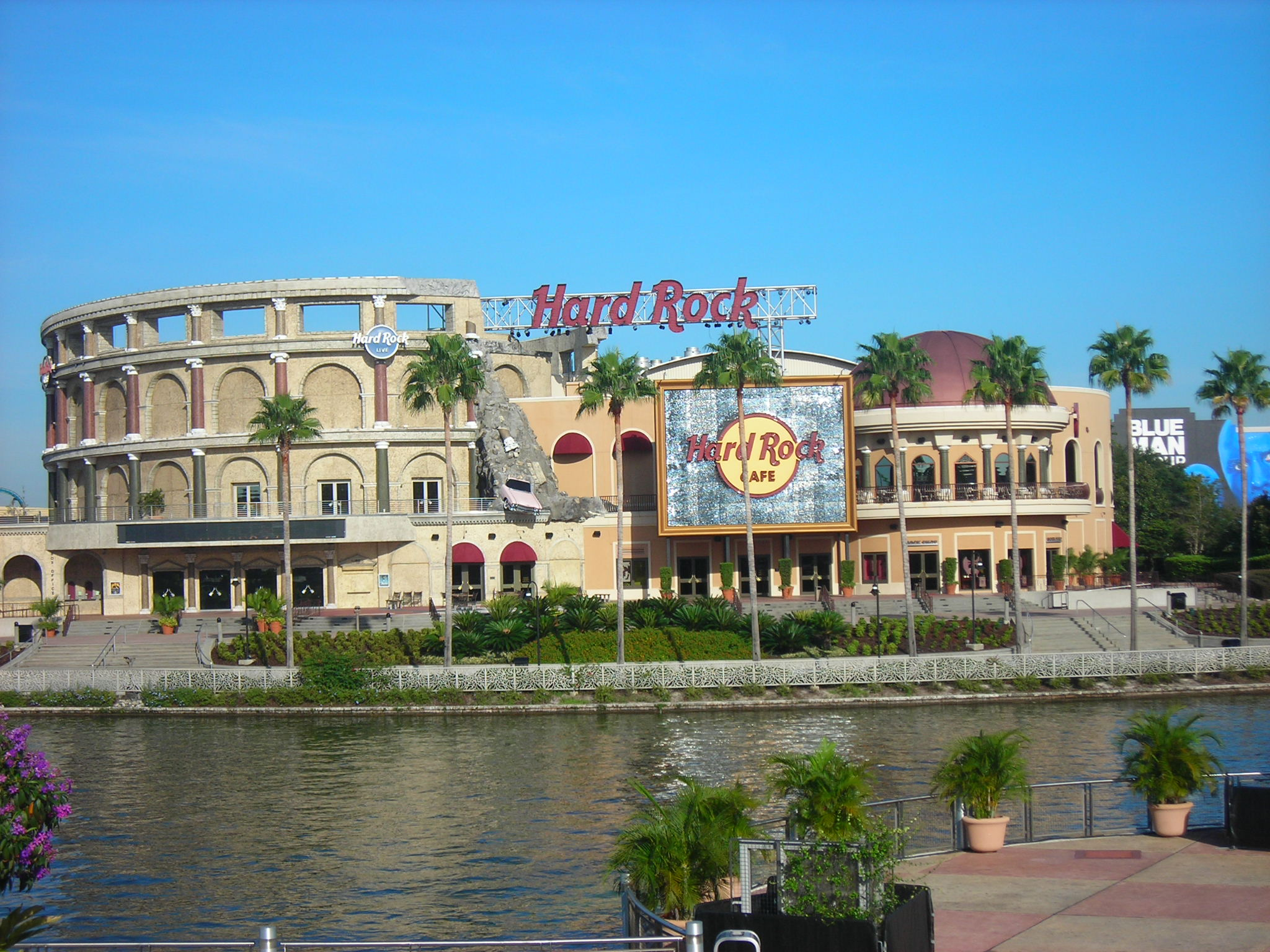
Hard Rock Cafe di Orlando, a forma di Colosseo

Nel 1983, in seguito all'ennesimo litigio, Tigrett comprò i diritti di Morton sull'Hard Rock Cafe di Londra per circa 900.000 dollari. Quello stesso anno Morton fece causa a Tigrett dicendo che era lui a possedere i diritti per espandere l'Hard Rock negli Stati Uniti. L'accordo finale stabiliva che a Tigrett spettavano gli stati ad est del fiume Mississippi, mentre a Morton sarebbero toccati quelli ad ovest. I due ex-partner si scambiarono Chicago e Dallas, di modo che Tigrett potesse aprire un Cafe nella più grande città del Texas, mentre Morton potesse avere un Cafe nella sua città natale.
Ben presto Tigrett raggiunse i 5 milioni di dollari che gli servivano per aprire un Hard Rock Cafe a New York. Trovò una banca in rovina vicino alla Carnegie Hall e cominciò a rinnovare. Anche lui "piantò" una Cadillac (nera e del 1960), però esattamente sopra l'entrata; allestì il locale come un vecchio night-club, con sedili di pelle verde, neon dietro al bancone e piccoli giocattoli sparsi qua e là. Al piano di sotto installò un grosso bar a forma di Fender Stratocaster e riempì il locale con tutte le reliquie rock che possedeva: un'altra chitarra di Eric Clapton, un'altra di Pete Townshend, una di Joe Walsh, una di Jeff Beck, una di Carl Perkins, un pezzo della batteria di Ringo Starr, una giacca di Elvis Presley. Poi appese una gigantografia del guru Sai Baba al muro e la circondò con una ghirlanda di rose morte.
Il locale ebbe un successo straordinario, anche se principalmente era uno degli innumerevoli burger-shop di Broadway. Tigrett cominciò a rendersi conto che la formula della collezione funzionava a meraviglia, e si diede da fare con le magliette: se a Londra ce n'era sempre stato un paio sotto al bancone, a New York venivano vendute a prezzi ridottissimi e totalizzavano 70–80 dollari ogni volta che c'era uno spettacolo importante. Poi arrivò Jane Hogan, una neolaureata, che pensò bene di sfruttare al massimo la popolarità dell'Hard Rock per centuplicare i guadagni: sotto la sua guida, 1.000 dollari di t-shirt partivano in navi che le vendevano già in tutto il mondo.

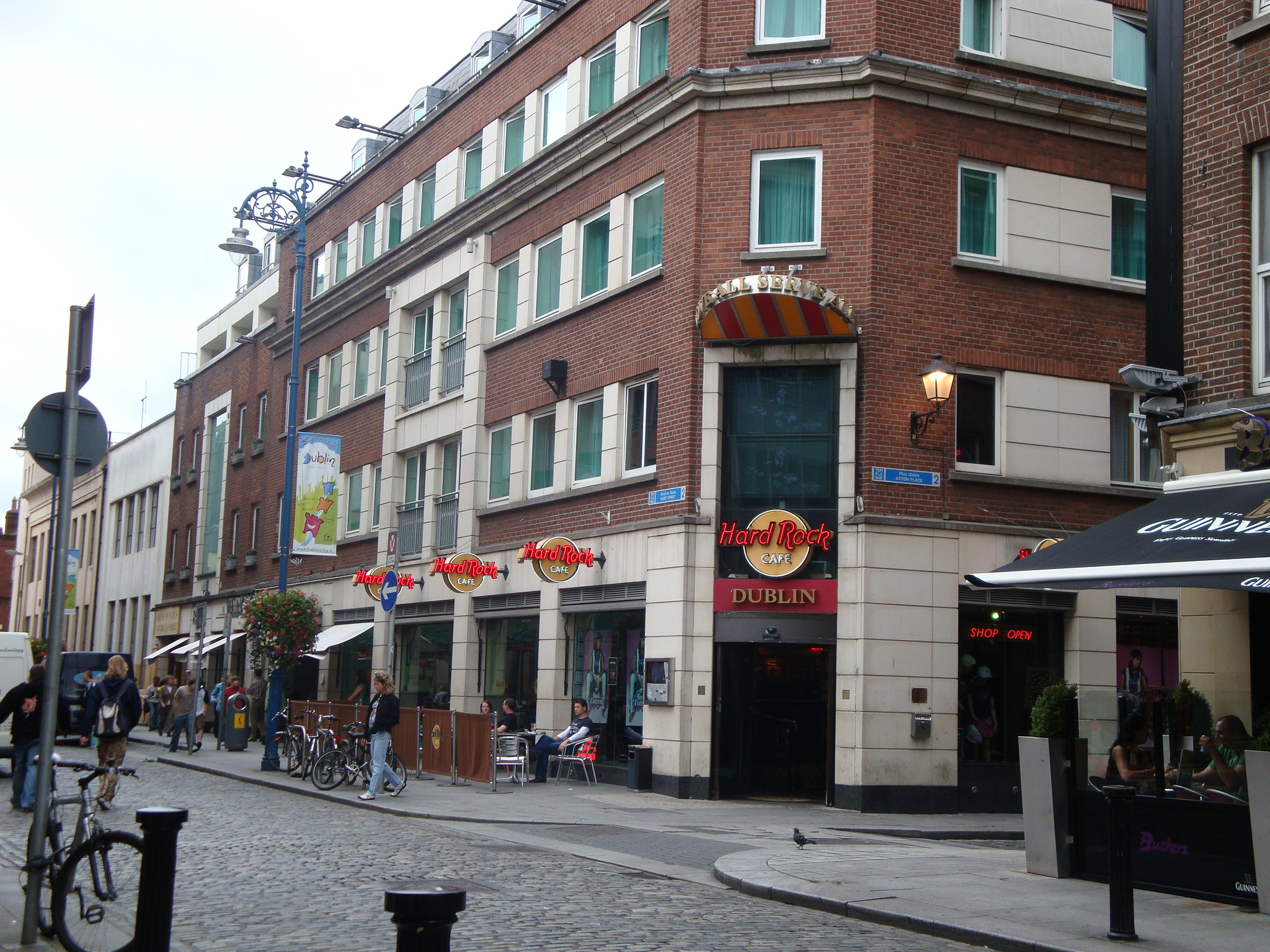
Hard Rock Cafe di Dublino (Irlanda)

Nel frattempo Morton aveva cominciato a preparare le fondamenta del nuovo Hard Rock Cafe di San Francisco e aveva detto al suo manager di comprare quanti più souvenir musicali poteva. Nel settembre 1984 il nuovo Cafe aprì e ottenne anch'esso un successo considerevole, anche se il biglietto d'entrata per la serata d'apertura costava ben 75 dollari.
Morton e Tigrett erano in piena lotta, anche se era una lotta assai strana: senza mai parlarsi, i due facevano di tutto per rubarsi le idee a vicenda e cercare di far sembrare i loro ristoranti più simili possibile. Inoltre, anche se le compagnie erano divise, il logo era rimasto lo stesso per entrambe e quindi la gente era portata a pensare che fosse la stessa società. Entrambi, dal 1984 in poi, si concentrarono in modo ossessivo sulla collezione, spesso lottando alle aste per lo stesso oggetto e facendo così salire enormemente il prezzo delle reliquie.
Nel giro di pochi anni i due fondatori crearono altri Cafe a Dallas, a Chicago, a Boston, a Stoccolma, a Tokyo e a Cancún. Era il 1988, e la leggenda era ormai completamente compiuta, ma da sempre l'Hard Rock Cafè numero 1 in assoluto resta quello di Hyde Park, a Londra.

## Hard Rock Hotel & Casino

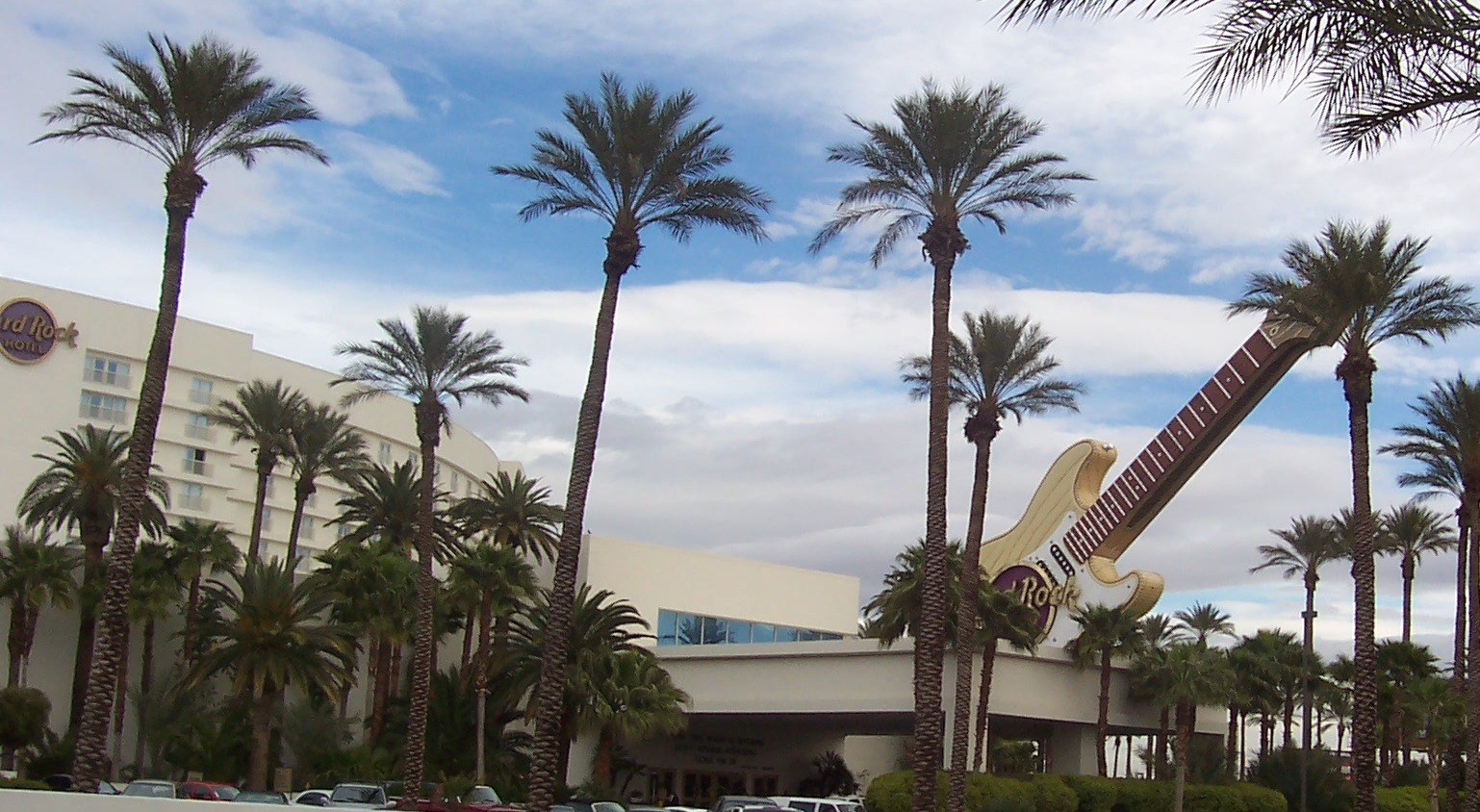
Hard Rock Hotel & Casino di Las Vegas

Nel 1995, Peter Morton spese 80 milioni di dollari per aprire l'Hard Rock Hotel vicino alla Strip di Las Vegas, Nevada. Una successiva espansione di 100 milioni di dollari nel 1999 ha quasi raddoppiato la capacità dell'hotel. Da allora il business degli hotel e dei casinò è proseguito acquisendo strutture in tutto il mondo ma anche concedendo l'uso del marchio ad altre aziende. 
Nel maggio 2006, Morton ha venduto l'Hard Rock Hotel & Casino di Las Vegas a Morgans Hotel Group per 770 milioni di dollari, inclusi i diritti sul marchio Hard Rock Hotel a ovest del Mississippi, tra cui Texas, California, Australia e Vancouver, British Columbia. L'hotel ha iniziato un'altra espansione nel 2007 al costo di 750 milioni di dollari. Il progetto ha aggiunto 875 stanze in due torri e ampliato lo spazio per le riunioni. Nel marzo 2011, Morgans ha ceduto il controllo della proprietà al partner Brookfield Asset Management. Nell'aprile 2018, l'Hard Rock Hotel di Las Vegas è stato venduto a Richard Branson con l'intenzione di rinnovare la proprietà con il marchio Virgin Hotels.
Oggi, la tribù Seminole della Florida possiede e gestisce tutte le unità tranne le proprietà di Las Vegas, Sioux City, Tulsa e Vancouver. Nel 2004, Hard Rock International e Sol Melia Hotels and Resorts hanno lanciato Lifestar Hoteles España SL, una joint venture che intendeva gestire il primo Hard Rock Hotel in Europa a Madrid, ma non è mai stata aperta come proprietà Hard Rock allo scioglimento della joint venture nel 2007. Gli altri hotel della joint venture si trovano a Chicago, New York e San Diego. Hard Rock gestisce anche hotel e resort a Orlando, in Florida (una joint venture con Loews Hotels); Bali (Indonesia) e Pattaya (Thailandia), (una joint venture con Ong Beng Seng / Hotel Properties Limited). Hard Rock International continua a espandersi a livello internazionale (compresi hotel, casinò, resort e condomini) attraverso diverse joint venture (Becker Ventures, Ong Beng Seng / Hotel Properties Limited e Loews Hotels), inclusi hotel a Chicago, Bali, Orlando, Penang, San Diego, Singapore e aperture programmate ad Abu Dhabi, Cancún, Dubai, Ungheria, Panama, Punta Cana e Puerto Vallarta, così come hotel-casinò a Hollywood, in Florida; Tampa, in Florida; Las Vegas, Nevada; e Catoosa, Oklahoma, appena a nord-est di Tulsa. L'Hard Rock Casino di Biloxi, Missouri, è di proprietà di Twin River Management Group, Inc.
L'Hotel Zoso a Palm Springs, in California, è stato convertito in un Hard Rock Hotel di 160 camere e inaugurato nel 2014. Una sede ad Atlantic City, nel New Jersey, è stata pianificata nel 2010, ma tali piani sono stati annullati nel 2012; tuttavia, nel 2017, hanno acquisito da Icahn Enterprises il Trump Taj Mahal chiuso, che nel 2018 è stato riaperto come Hard Rock Hotel & Casino Atlantic City. I resort all-inclusive operano con il marchio Hard Rock nella Repubblica Dominicana e in Messico. Nel 2013, l'Hard Rock Rocksino Northfield Park è stato aperto vicino a Cleveland, Ohio. All'inizio del 2019, è stato annunciato che il casinò JACK Cincinnati di Cincinnati è stato venduto per 745 milioni di dollari a Vici Properties e Hard Rock International, con Vici che ha acquisito terreni e fabbricati per $ 558 milioni e Hard Rock ha acquistato l'attività operativa per 187 milioni di dollari. Hard Rock dovrebbe affittare il casinò di Vici per 43 milioni di dollari all'anno e lo dovrebbe rinominare Hard Rock Casino Cincinnati.
Il Canada aveva numerosi ristoranti ma molti di essi sono stati chiusi, in particolare quello di Yonge-Dundas Square a maggio 2017, che era stata la seconda sede della catena, lasciandone solo due in quel paese, Niagara Falls, Ontario, e l'Hard Rock Casino di Coquitlam, British Columbia
Nel 2015, Hard Rock ha annunciato un nuovo hotel a Bogotá, in Colombia, che aprirà nel 2019. La società aveva in programma di aprire nel più grande distretto finanziario della Colombia, il Centro Internacional, ma ha rivisto tali piani. L'hotel sarà situato nell'esclusiva Zona Rosa de Bogotá, sede di boutique di lusso.
Nel luglio 2019, Hard Rock International ha annunciato i piani per un casinò a Rockford, Illinois, a circa 75 miglia a ovest di Chicago lungo la I-90. Altre due proposte furono fatte per la licenza di casinò unico della città, ma il consiglio comunale raccomandò solo la proposta Hard Rock all'Illinois Gaming Board, che deciderà quale sito otterrà la licenza.
Nel novembre 2019, l'Hard Rock Hotel & Casino Sacramento a Fire Mountain ha aperto adiacente all'Anfiteatro Toyota vicino a Wheatland, in California.
Sempre a novembre, l'Hard Rock ha annunciato un nuovo hotel a San Paolo, in Brasile, nel cuore del famoso viale Paulista.
Lista parziale di complessi con marchio "Hard Rock Hotel" o "Hard Rock Casino" al di fuori degli Stati Uniti:
- Hard Rock Casino Vancouver, Coquitlam, Columbia Britannica, Canada
- Hard Rock Hotel and Casino Punta Cana, Repubblica Dominicana
- Hard Rock Hotel Bali, Bali, Indonesia
- Hard Rock Hotel Cancun, Cáncun, Messico
- Hard Rock Hotel Davos, Davos, Svizzera
- Hard Rock Hotel Goa, Bardez, India
- Hard Rock Hotel Ibiza, Isole Baleari, Spagna
- Hard Rock Hotel Panama Megapolis, Panama City, Panama
- Hard Rock Hotel Penang, Penang, Malaysia
- Hard Rock Hotel Pattaya, Chonburi, Thailandia
- Hard Rock Hotel Riviera Maya, Puerto Aventuras, Messico
- Hard Rock Hotel Shenzhen, Shenzhen, Cina
- Hard Rock Hotel Singapore, Resorts World Sentosa, Singapore
- Hard Rock Hotel Tenerife, Tenerife, Spagna
- Hard Rock Hotel Vallarta, Riviera Nayarit, Messico
- Hard Rock Hotel London[21], Regno Unito (collocato con il ristorante Hard Rock Oxford Street)

## La collezione
Sebbene il valore commerciale della catena Hard Rock sia estremamente più elevato, per i suoi fan il più grande tesoro dei ristoranti è la collezione di reliquie appartenute alle più grandi personalità della musica e del cinema, che spazia da Bo Diddley e dalla sua prima chitarra fatta a mano al completo delle Spice Girls; di seguito sono elencati alcuni di questi artisti e alcuni dei loro maggiori oggetti.

### The Beatles

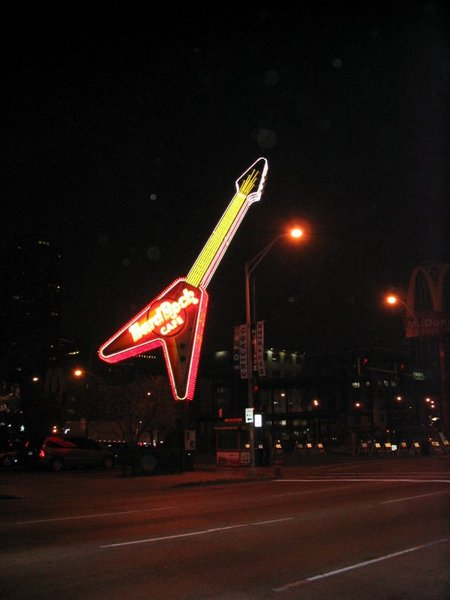
L'enorme chitarra insegna dell'Hard Rock di Chicago

Collezionare oggetti dei Beatles non è quel che si dice difficile: all'inizio degli anni sessanta la Beatlemania era così diffusa che cominciò a sorgere un vero e proprio mercato di gadget raffiguranti il quartetto di Liverpool. Quello che può spaventare è il prezzo di queste collezioni. Hard Rock possiede uno dei primi bassi di Paul McCartney, il testo di Help! scritto a mano da John Lennon, la slitta usata durante le riprese dello stesso film Aiuto!, i testi di George Harrison per la canzone Piggies, lettere di Stuart Sutcliffe, Lennon e Harrison, la batteria di Ringo Starr, due Rickenbacker possedute sia da Lennon che da Harrison, le giacche originali indossate nel 1963, il clavicembalo usato per le registrazioni di All You Need Is Love, un'uniforme militare indossata da Lennon, i famosi occhiali circolari dello stesso Lennon, più moltissimi album firmati, lettere dedicatorie, abiti, dischi d'oro, disegni, caffettiere, stivali, puzzle.

### Elvis Presley
Elvis Presley rappresenta un po' la quintessenza dell'Hard Rock, quindi era logico che Morton e Tigrett si concentrassero particolarmente su di lui. Di lui possiedono due uniformi militari, usate dal Re quando militò nell'esercito, due chitarre, una pistola e un fucile, otto costumi imperlati, numerosissime foto e due dipinti, senza considerare che nei Cafe di Las Vegas e Parigi c'è un'intera nicchia dedicata a lui, con tanto di vetrate colorate in stile Notre-Dame.

### Jimi Hendrix
Amplissima è anche la raccolta di oggetti di Jimi Hendrix, che include svariate chitarre, innumerevoli poster, giacche indossate, testi scritti a mano (con parecchie cancellature), disegni, lettere, dischi d'oro, e, inspiegabilmente, una vecchia borraccia intagliata.
Importanti elementi della collezione sono anche Bon Jovi, Eric Clapton, Pete Townshend, Buddy Holly, Elton John e Madonna.

## Gli Hard Rock Cafe nel mondo

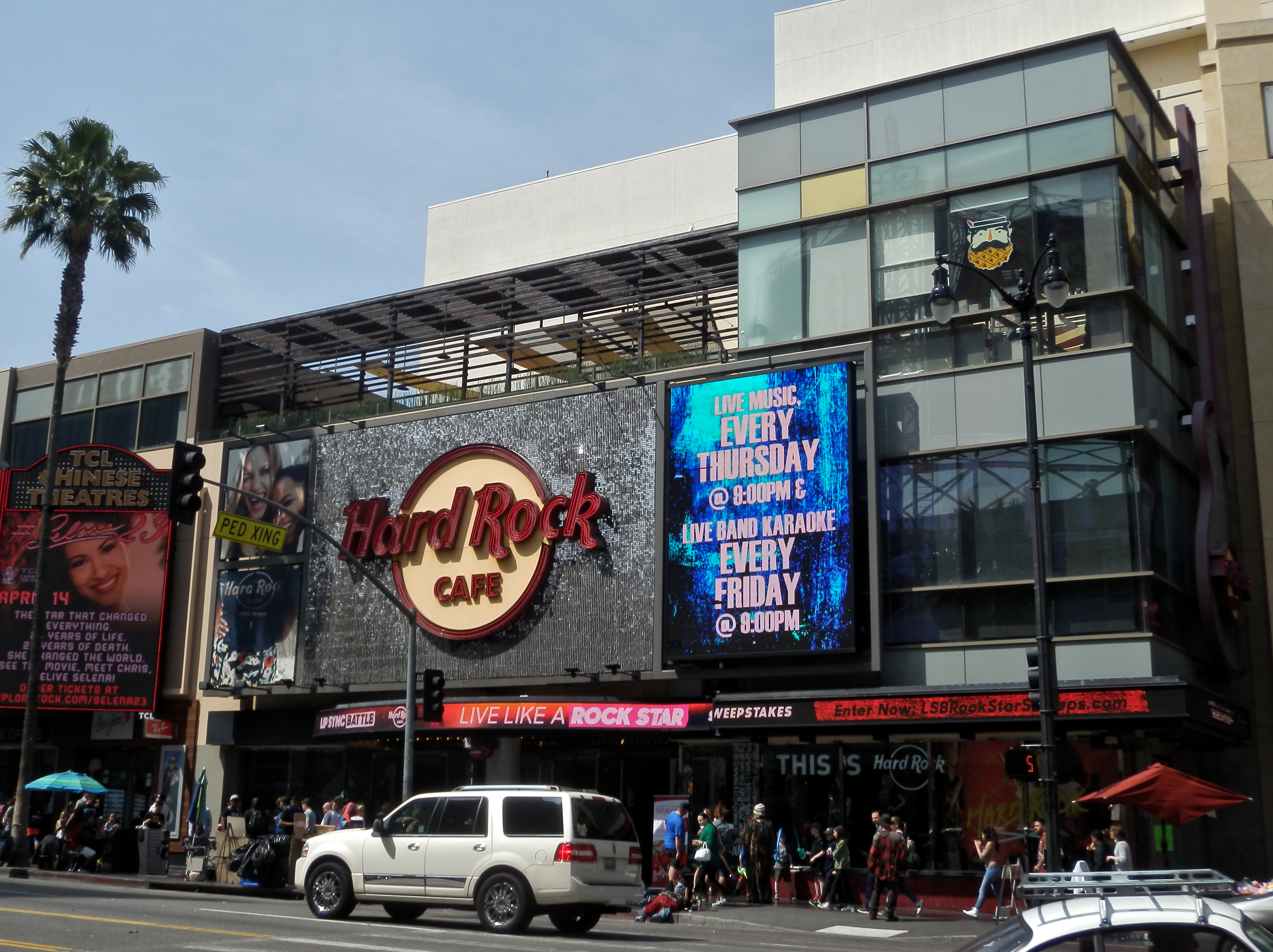
Hard Rock Cafe di Hollywood

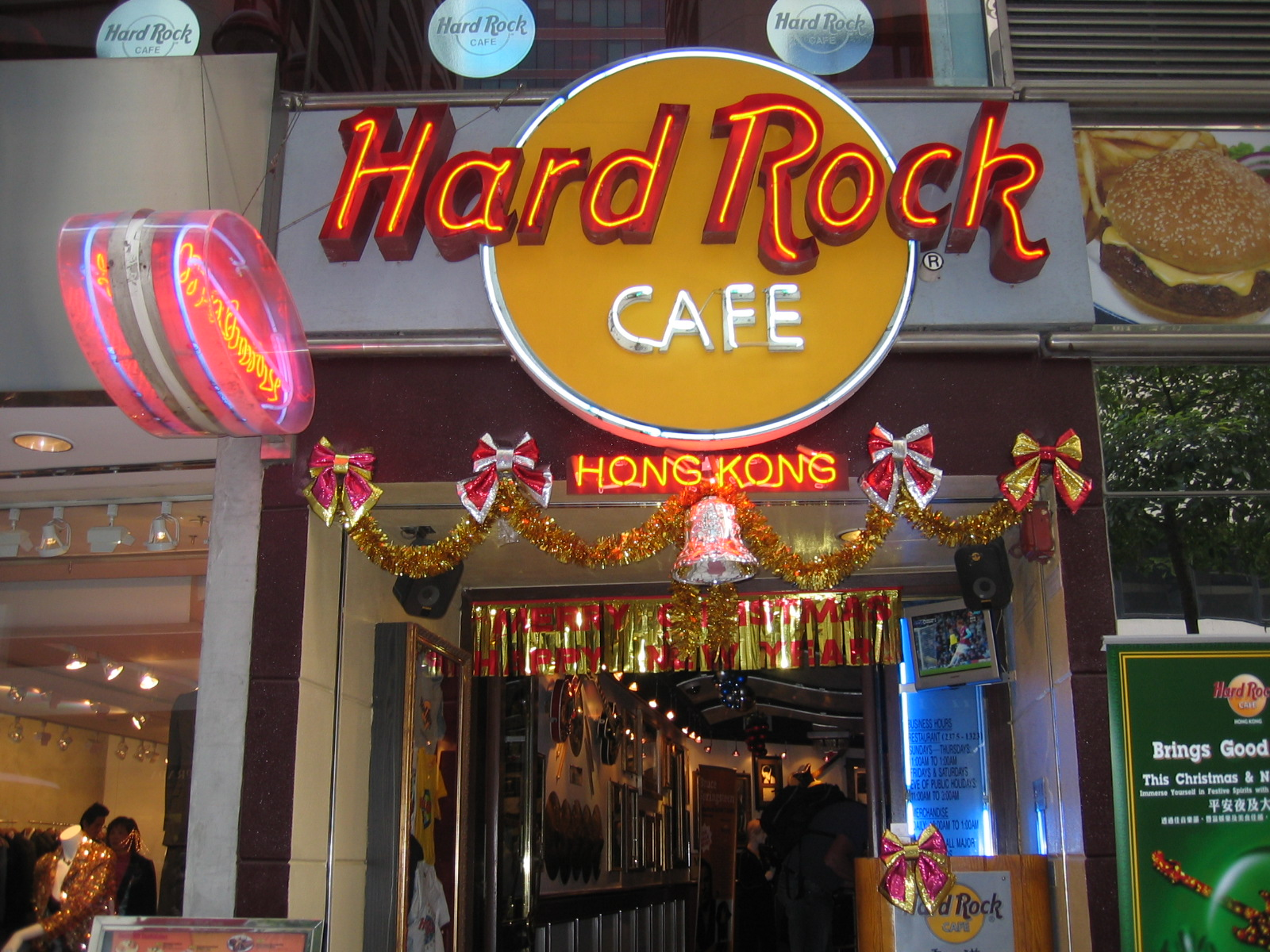
Hard Rock Cafe di Hong Kong

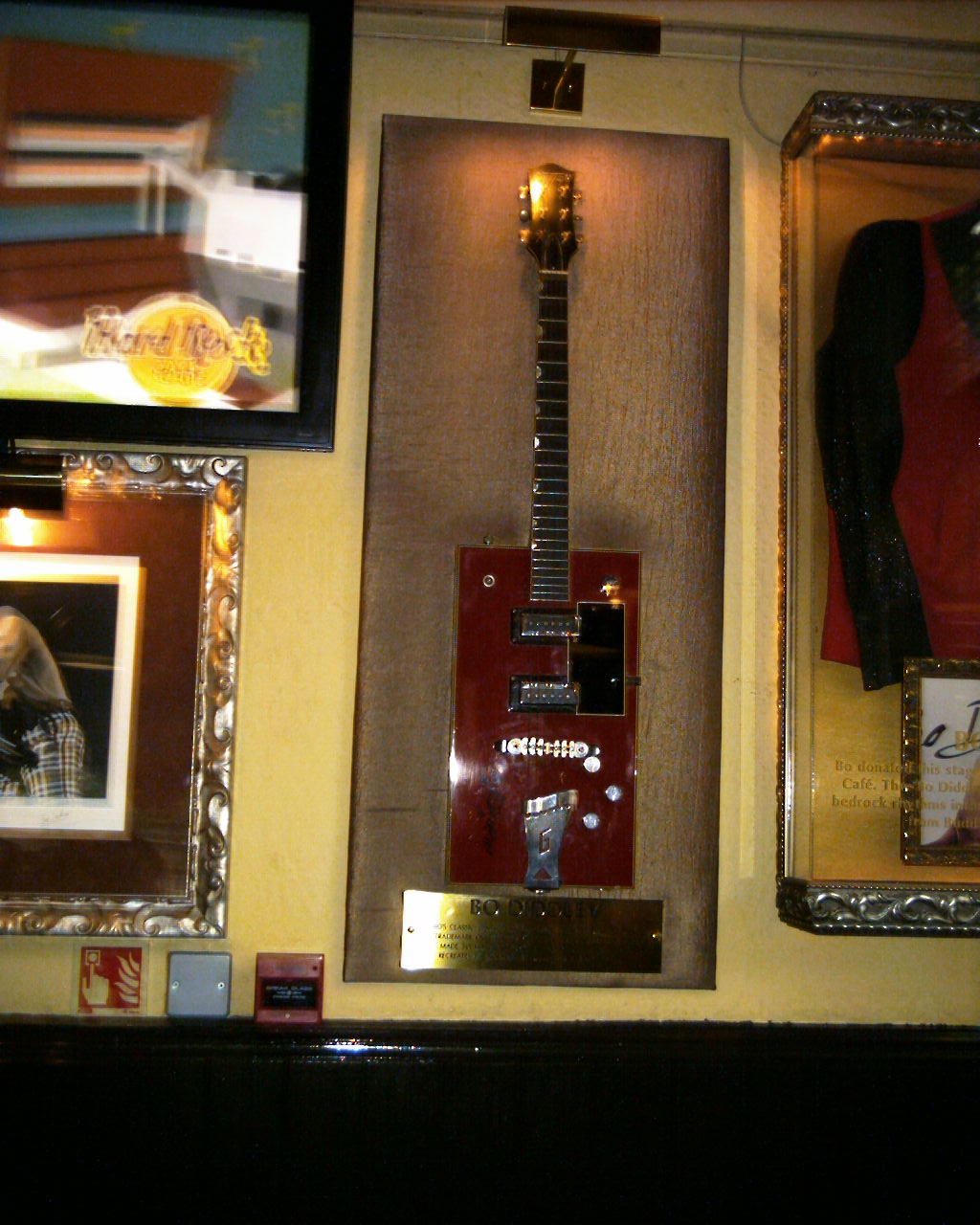
Tipica veduta di una parete di un Hard Rock Cafe

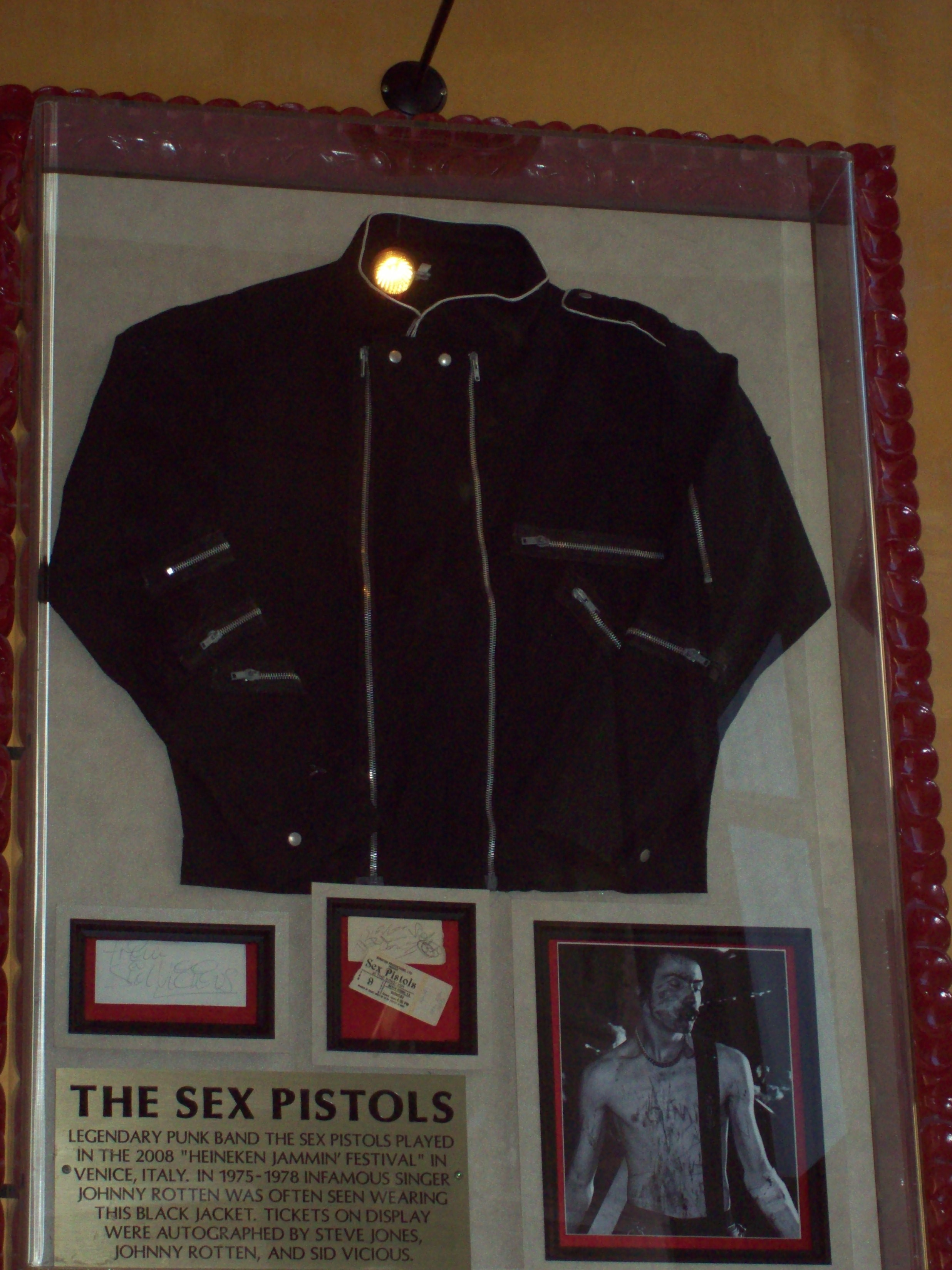
Una giacca appartenuta a Johnny Rotten all'Hard Rock Cafe di Venezia

### Africa
| Stato     | Città            | Tipologia | Apertura | Note   |
| --------- | ---------------- | --------- | -------- | ------ |
| Egitto    | Sharm el-Sheikh  | cafe      | 1998     | [ 22 ] |
| Egitto    | Hurghada         | cafe      | 2004     | [ 23 ] |
| Egitto    | Nabq             | cafe      | 2012     |        |
| Egitto    | Il Cairo         | cafe      | 2018     |        |
| Nigeria   | Lagos            | cafe      | 2015     |        |
| Sudafrica | Johannesburg     | cafe      | 2013     | [ 24 ] |
| Sudafrica | Pretoria         | cafe      | 2016     |        |
| Sudafrica | Città del Capo   | cafe      | 2017     |        |
| Tunisia   | Port El Kantaoui | cafe      | 2015     |        |

### America del Nord
| Stato       | Città                        | Tipologia | Apertura | Note   |
| ----------- | ---------------------------- | --------- | -------- | ------ |
| Canada      | Niagara Falls                | cafe      | 1996     |        |
| Canada      | Toronto                      | cafe      |          |        |
| Canada      | Vancouver                    | casino    | 2013     |        |
| Guatemala   | Città del Guatemala          | cafe      | 2013     | [ 25 ] |
| Messico     | Cancún                       | hotel     | 1987     | [ 26 ] |
| Messico     | Puerto Vallarta              | hotel     | 1990     | [ 27 ] |
| Messico     | Riviera Maya                 | hotel     | 2011     | [ 28 ] |
| Panama      | Panama                       | hotel     | 2004     | [ 29 ] |
| Stati Uniti | Anchorage                    | cafe      | 2014     | [ 30 ] |
| Stati Uniti | Dallas                       | cafe      | 2009     | [ 31 ] |
| Stati Uniti | Denver                       | cafe      | 1998     | [ 32 ] |
| Stati Uniti | Hollywood-Universal CityWalk | cafe      | 1996     | [ 33 ] |
| Stati Uniti | Hollywood-Hollywood Blvd     | cafe      | 2010     | [ 34 ] |
| Stati Uniti | Houston                      | cafe      | 1986     | [ 35 ] |
| Stati Uniti | Las Vegas                    | cafe      | 2009     | [ 36 ] |
| Stati Uniti | Las Vegas-HR Hotel           | cafe      | 1990     | [ 37 ] |
| Stati Uniti | Lago Tahoe                   | cafe      | 1998     | [ 38 ] |
| Stati Uniti | New Orleans                  | cafe      | 2012     | [ 39 ] |
| Stati Uniti | New York, Times Square       | cafe      | 1984     |        |
| Stati Uniti | Yankee Stadium, Bronx NY     | cafe      | 2009     |        |
| Stati Uniti | Palm Springs                 | hotel     | 2014     | [ 40 ] |
| Stati Uniti | Filadelfia                   | cafe      | 1998     |        |
| Stati Uniti | Phoenix                      | cafe      | 1995     | [ 41 ] |
| Stati Uniti | San Antonio                  | cafe      | 1995     | [ 42 ] |
| Stati Uniti | San Diego                    | cafe      | 1998     | [ 43 ] |
| Stati Uniti | San Diego                    | hotel     | 1998     | [ 44 ] |
| Stati Uniti | San Francisco                | cafe      | 1984     | [ 45 ] |
| Stati Uniti | Seattle                      | cafe      | 2010     | [ 46 ] |
| Stati Uniti | Washington                   | cafe      | 1999     | [ 47 ] |

### America del Sud
| Stato           | Città                    | Tipologia | Apertura | Note   |
| --------------- | ------------------------ | --------- | -------- | ------ |
| Argentina       | Buenos Aires             | cafe      | 1995     | [ 48 ] |
| Argentina       | Buenos Aires Aereoparque | cafe      | 2014     |        |
| Argentina       | Buenos Aires Ezeiza      | cafe      | 2017     |        |
| Argentina       | Ushuaia                  | cafe      | 2016     |        |
| Aruba           | Aruba                    | cafe      | 2008     | [ 49 ] |
| Bolivia         | Santa Cruz de la Sierra  | cafe      | 2014     | [ 50 ] |
| Bolivia         | La Paz                   | cafe      | 2016     |        |
| Brasile         | Curitiba                 | cafe      | 2015     |        |
| Brasile         | Gramado                  | cafe      | 2018     |        |
| Cile            | Santiago                 | cafe      | 2012     | [ 51 ] |
| Colombia        | Bogotà                   | cafe      | 2001     | [ 52 ] |
| Colombia        | Cartagena de Indias      | cafe      | 2007     | [ 53 ] |
| Colombia        | Medellín                 | cafe      | 2010     | [ 54 ] |
| Paraguay        | Asunción                 | cafe      | 2014     |        |
| Perù            | Lima                     | cafe      | 2012     | [ 55 ] |
| Rep. Dominicana | Punta Cana               | cafe      |          | [ 56 ] |
| Rep. Dominicana | Punta Cana               | hotel     |          | [ 57 ] |
| Venezuela       | Caracas                  | cafe      | 2005     | [ 58 ] |
| Venezuela       | Isola Margarita          | cafe      | 2006     | [ 59 ] |

### Asia
| Stato               | Città           | Tipologia | Apertura | Note   |
| ------------------- | --------------- | --------- | -------- | ------ |
| Bahrein             | Bahrein         | cafe      | 1997     | [ 60 ] |
| Birmania            | Yangon          | cafe      | 2017     |        |
| Cambogia            | Angkor          | cafe      | 2013     | [ 61 ] |
| Cambogia            | Phnom Penh      | cafe      | 2017     |        |
| Cina                | Tientsin        | cafe      | 2018     | [ 62 ] |
| Cina                | Shenzhen        | cafe      | 2017     |        |
| Cina                | Shenzhen        | hotel     | 2017     |        |
| Emirati Arabi Uniti | Dubai           | cafe      | 2011     | [ 63 ] |
| Giappone            | Fukuoka         | cafe      | 2000     | [ 64 ] |
| Giappone            | Yokohama        | cafe      | 1997     | [ 65 ] |
| Giappone            | Osaka           | cafe      | 1992     | [ 66 ] |
| Giappone            | Osaka-Universal | cafe      | 2001     | [ 67 ] |
| Giappone            | Tokyo-Rappongi  | cafe      | 1983     | [ 68 ] |
| Giappone            | Tokyo-Uyeno Eki | cafe      | 2002     | [ 69 ] |
| India               | Bangalore       | cafe      | 2007     | [ 70 ] |
| India               | Hyderabad       | cafe      | 2009     | [ 71 ] |
| India               | Mumbai-Andheri  | cafe      | 2013     | [ 72 ] |
| India               | Mumbai-Worli    | cafe      | 2006     | [ 73 ] |
| India               | Nuova Delhi     | cafe      | 2009     | [ 74 ] |
| India               | Goa             | hotel     | 2015     |        |
| India               | Gurgaon         | cafe      | 2014     |        |
| India               | Pune            | cafe      | 2009     |        |
| India               | Calcutta        | cafe      | 2017     |        |
| Indonesia           | Bali            | cafe      | 1993     |        |
| Indonesia           | Bali            | hotel     | 1998     | [ 75 ] |
| Indonesia           | Bali aeroporto  | cafe      | 2015     |        |
| Indonesia           | Giacarta        | cafe      | 2004     | [ 76 ] |
| Kazakistan          | Almaty          | cafe      | 2014     | [ 77 ] |
| Laos                | Vientiane       | cafe      | 2015     |        |
| Macao               | Macau           | cafe      | 2012     |        |
| Mongolia            | Ulaanbaatar     | cafe      | 2016     |        |
| Malaysia            | Kuala Lumpur    | cafe      | 1991     | [ 78 ] |
| Malaysia            | Malacca         | cafe      | 2013     | [ 79 ] |
| Malaysia            | Penang          | hotel     | 2009     | [ 80 ] |
| Malaysia            | Penang          | cafe      | 2009     |        |
| Malaysia            | Kota Kinabalu   | cafe      | 2015     |        |
| Singapore           | Sentosa         | cafe      | 2010     | [ 81 ] |
| Singapore           | Singapore       | cafe      | 1990     | [ 82 ] |
| Singapore           | Singapore       | hotel     | 2010     | [ 83 ] |
| Thailandia          | Bangkok         | cafe      | 1991     | [ 84 ] |
| Thailandia          | Pattaya         | hotel     | 2001     | [ 85 ] |
| Thailandia          | Pattaya         | cafe      | 2011     |        |
| Thailandia          | Phuket          | cafe      | 2009     | [ 86 ] |
| Thailandia          | Chiang Mai      | cafe      | 2016     |        |
| Thailandia          | Koh Samui       | cafe      | 2016     |        |

### Europa
| Stato       | Città             | Tipologia  | Apertura  | Note            |  |
| ----------- | ----------------- | ---------- | --------- | --------------- |  |
| Andorra     | Andorra la Vella  | cafe       | 2017      |                 |  |
| Armenia     | Erevan            | cafe       | 2022      |                 |  |
| Austria     | Vienna            | cafe       | 2014      | [ 87 ]          |  |
| Austria     | Innsbruck         | cafe       | 2017      | [ 89 ]          |  |
| Belgio      | Bruxelles         | cafe       | 2012      | [ 90 ]          |  |
| Cipro       | Ayia Napa         | cafe       | 2016      |                 |  |
| Croazia     | Ragusa            | cafe       | 2023      |                 |  |
| Danimarca   | Copenaghen        | cafe       | 1995      | [ 91 ]          |  |
| Finlandia   | Helsinki          | cafe       | 2012      | [ 92 ]          |  |
| Georgia     | Tbilisi           | cafe       | 2016      |                 |  |
| Germania    | Amburgo           | cafe       | 2011      | [ 93 ]          |  |
| Germania    | Berlino           | cafe       | 2010      | [ 94 ]          |  |
| Germania    | Colonia           | cafe       | 2003      | [ 95 ]          |  |
| Germania    | Monaco di Baviera | cafe       | 2002      | [ 96 ]          |  |
| Grecia      | Atene             | cafe       | 2015      | [ 97 ]          |  |
| Irlanda     | Dublino           | cafe       | 2004      |                 |  |
| Islanda     | Reykjavík         | cafe       | 2016      |                 |  |
| Italia      | Firenze           | cafe       | 2011      | [ 98 ]          |  |
| Italia      | Roma              | cafe       | 1998      | [ 99 ]          |  |
| Italia      | Venezia           | cafe/shop  | 2009      | [ 100 ]         |  |
| Italia      | Milano            | cafe       | 2022      | [ 101 ]         |  |
| Malta       | La Valletta       | bar        | 2006      | [ 102 ]         |  |
| Malta       | Malta             | cafe       | 2000      | [ 103 ]         |  |
| Malta       | Malta Aeroporto   | cafe       | 2004      |                 |  |
| Montenegro  | Podgorica         | cafe       | 2015      |                 |  |
| Montenegro  | Budua             | shop       | 2015      |                 |  |
| Montenegro  | Cattaro           | shop       | 2017      |                 |  |
| Norvegia    | Oslo              | cafe       | 2005      | [ 104 ]         |  |
| Paesi Bassi | Amsterdam         | cafe       | 1999      | [ 105 ]         |  |
| Polonia     | Cracovia          | cafe       | 2010      | [ 106 ]         |  |
| Polonia     | Danzica           | cafe       | 2014      | [ 107 ]         |  |
| Polonia     | Varsavia          | cafe       | 2007      | [ 108 ]         |  |
| Polonia     | Breslavia         | cafe       | 2018      |                 |  |
| Portogallo  | Lisbona           | cafe       | 2003      | [ 109 ]         |  |
| Portogallo  | Porto             | cafe       | 2016      | [ 110 ]         |  |
| Regno Unito | Edimburgo         | cafe       | 1998      | [ 111 ]         |  |
| Regno Unito | Glasgow           | cafe       | 2013      | [ 112 ]         |  |
| Regno Unito | Londra            | cafe/hotel | 1971      | [ 113 ]         |  |
| Regno Unito | Manchester        | cafe       | 2000      | [ 114 ]         |  |
| Rep. Ceca   | Praga             | cafe       | 2009      | [ 115 ]         |  |
| Romania     | Bucarest          | cafe       | 2008      | [ 116 ]         |  |
| Russia      | Mosca             | cafe       | 2003      | [ 117 ]         |  |
| Russia      | San Pietroburgo   | cafe       | 2018      |                 |  |
| Spagna      | Barcellona        | cafe       | 1997      | [ 118 ]         |  |
| Spagna      | Ibiza             | cafe       | 2013      | [ 119 ]         |  |
| Spagna      | Ibiza             | hotel      | 2013      | [ 120 ]         |  |
| Spagna      | Madrid            | cafe       | 1994      | [ 121 ]         |  |
| Spagna      | Maiorca           | cafe       | 2008      | [ 122 ]         |  |
| Spagna      | Siviglia          | cafe       | 2016      | [ 124 ]         |  |
| Spagna      | Tenerife          | cafe/hotel | 2013/2016 | [ 125 ]         |  |
| Spagna      | Malaga            | cafe       | 2018      | [ 126 ]         |  |
| Spagna      | Marbella          | cafe       | 2009      |                 |  |
| Spagna      | Valencia          | cafe       | 2017      |                 |  |
| Svezia      | Göteborg          | cafe       | 2004      | [ 127 ]         |  |
| Svezia      | Stoccolma         | cafe       | 1985      | [ 128 ]         |  |
| Svizzera    | Davos             | hotel      | 2017      |                 |  |
| Ungheria    | Budapest          | cafe/hotel | 2011/2022 | [ 129 ] [ 130 ] |  |

### Oceania
| Stato                         | Città            | Tipologia | Apertura | Note    |
| ----------------------------- | ---------------- | --------- | -------- | ------- |
| Australia                     | Sydney           | cafe      | 2011     | [ 131 ] |
| Australia                     | Surfers Paradise | cafe      | 1996     | [ 132 ] |
| Figi                          | Figi             | cafe      | 2007     | [ 133 ] |
| Guam                          | Guam             | cafe      | 1998     |         |
| Isole Marianne Settentrionali | Saipan           | cafe      | 1998     |         |